# Léon van Bon
Léon Hendrik Jan van Bon (Asperen, 28 januari 1972) is een Nederlandse voormalig wielrenner. Hij nam tweemaal deel aan de Olympische Spelen en won een zilveren medaille in Barcelona (1992). Hij won twee etappes in de Ronde van Frankrijk en een in de Ronde van Spanje.

## Wielrenner
Van Bon werd geboren in het Betuwse Asperen. Hij verhuisde naar Apeldoorn toen hij een half jaar oud was. Daar werd in 1982 de basis gelegd voor de wielercarrière die hij als jeugdrenner bij de Wielervereniging De Adelaar begon. Zijn eerste succes als jeugdrenner behaalde hij in de Achterhoek in het plaatsje Ulft, waar hij als tienjarige zijn eerste overwinning behaalde op Toon van Meegen. In 1994 werd hij professioneel wielrenner.
Als nieuweling won hij in twee jaar tijd 42 wedstrijden, waaronder klassiekers als de Flevotour, de Ronde van Noordwest Overijssel en diverse Nederlandse kampioenschappen op de baan. In totaal hangen in zijn kast negentien rood-wit-blauwe truien, waarvan er twee werden behaald op de weg als kampioen van Nederland bij de junioren en twee als Kampioen van Nederland op de weg bij de profs. Voor hij professional werd bij Novell won hij in 1992 de zilveren medaille op de puntenkoers bij de Olympische Spelen van Barcelona. Ook bij de wereldkampioenschappen voor junioren in Engeland werd hij tweede. Tijdens het wereldkampioenschap wielrennen in 1997 werd Léon van Bon in de eindsprint verrast en werd hij derde. In datzelfde jaar behaalde hij de ritzege in de 18e etappe van de Vuelta.
In zijn periode bij Rabobank behaalde Léon ook mooie ereplaatsen in diverse klassiekers. Leon won o.a. de wereldbeker wedstrijd HEW Classic in Hamburg.
Hij wist twee etappes in de Ronde van Frankrijk op zijn naam te schrijven: in 1998, toen hij nog in dienst was van de Rabobankploeg, won hij de rit over de 210 kilometer van Montauban naar Pau en twee jaar later was hij de snelste in de etappe van Vitré naar Tours (198,5 km). In juni 2003 won hij een etappe in de Ronde van Duitsland, eerder schreef hij ook de Nederlandse semi-klassieker Veenendaal-Veenendaal op zijn naam. Als aanvaller pur sang verscheen hij menigmaal in de frontlinie.
Na enkele tussenstapjes bij Mercury en Domo - Farm Frites belandde hij in 2003 bij Lotto - Domo, waarvoor hij 4 jaar actief zou zijn. In 2005 werd hij een tweede keer Nederlands kampioen. Ook in 2004 en 2005 was van Bon steeds aanwezig in de voorjaarsklassiekers, maar winst bleef steeds uit.
In 2005, tijdens de achtste etappe van de Ronde van Frankrijk, sloeg het noodlot weer toe. Als gevolg van een schouderblessure die hij een dag eerder (op 8 juli) had opgelopen door contact met een toeschouwer, moest hij opgeven. In 2006 werd Van Bon niet geselecteerd voor de Tour de France. In de zomer van 2006 werd bekend dat hij met ingang van 2007 weer in dienst zou treden bij de Rabobankploeg. In 2007 behaalde hij nog 1 overwinning: Nokere Koerse.
Tijdens de 15e zesdaagse van Amsterdam, maandag 22 oktober 2007, heeft Van Bon afscheid genomen als beroepswielrenner. Op 15 december 2007 wordt echter bekend dat Van Bon nog een jaar zal gaan fietsen bij de Chinese ploeg Team Marco Polo. Op 1 december 2008 wordt bekend dat Van Bon ook in 2009 nog uitkomt als koerskapitein voor het Trek-Marco Polo team. In 2012 heeft hij zijn carrière als profwielrenner beeïndigd. Daarna is hij aan de slag gegaan als fotograaf.

## Fotograaf
Van Bon kocht op zeventienjarige leeftijd zijn eerste camera van een straatverkoper in Moskou, nadat hij daar wereldkampioenschappen gereden had. Hij stopte met fotograferen toen hij professional werd. In zijn laatste jaren als prof hield hij tijd over om de fotocamera weer op te pakken. Hierdoor kon hij ook als fotograaf meegaan in de Ronde van Frankrijk en proeven of het werk van sportfotograaf hem beviel.

## Persoonlijk
Van Bon woont sinds 2018 in Leiden (Nederland). Hij is de oudere broer van Matthijs van Bon.

## Belangrijkste resultaten

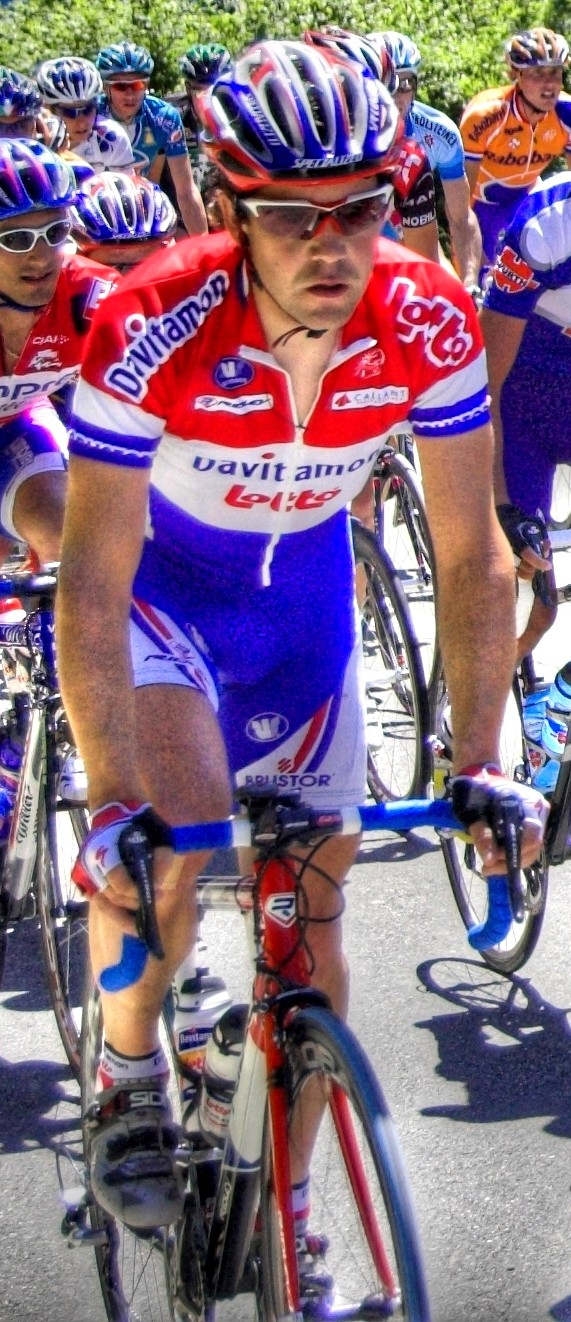
Léon van Bon als nationaal kampioen in de Ronde van Zwitserland 2006.

1989
 Nederlands kampioen op de weg, junioren
1990
 Nederlands kampioen op de weg, junioren
1992
Proloog Olympia's Tour
6e etappe Ronde van de Toekomst
1993
7e etappe Ronde van de Toekomst
1995
7e etappe Tour DuPont
1996
1e etappe Tirreno-Adriatico
4e etappe Tour DuPont
1997
18e etappe Ronde van Spanje
1998
9e etappe Ronde van Frankrijk
HEW Cyclassic
Ridderronde Maastricht
1999
1e etappe Prudential Tour
2000
 Nederlands kampioen op de weg, elite
6e etappe Ronde van Frankrijk
Ronde van Midden-Zeeland
2001
First Union Invitational
Eindklassement Ronde van Nederland
2002
4e etappe Ronde van Zwitserland
2003
Veenendaal-Veenendaal Classic
3e etappe Ronde van Duitsland
2004
3e etappe Parijs-Nice
5e etappe Ronde van Nederland
2005
 Nederlands kampioen op de weg, elite
2007
Nokere-Koerse
2008
3e etappe Ronde van Kumano
6e etappe Ronde van Thailand
2009
8e etappe Ronde van Korea
Zesdaagse van Apeldoorn
2011
Zesdaagse van Rotterdam

## Resultaten in voornaamste wedstrijden
| Jaar | Ronde van Italië | Ronde van Frankrijk | Ronde van Spanje |
| ---- | ---------------- | ------------------- | ---------------- |
| 1994 |                  | opgave              |                  |
| 1995 |                  | opgave              |                  |
| 1996 |                  | opgave              |                  |
| 1997 |                  | opgave              | 77e (1)          |
| 1998 |                  | 63e (1)             | opgave           |
| 1999 |                  | opgave              |                  |
| 2000 |                  | opgave (1)          |                  |
| 2001 |                  |                     |                  |
| 2002 |                  | 129e                |                  |
| 2003 |                  | 132e                |                  |
| 2004 |                  |                     |                  |
| 2005 |                  | opgave              | 97e              |
| 2006 |                  |                     |                  |
| 2007 | opgave           |                     |                  |

| Jaar | Milaan-San Remo | Gent-Wevelgem | Ronde van Vlaanderen | Parijs-Roubaix | Amstel Gold Race | Luik-Bast.‑Luik | Dwars door Vlaanderen | Parijs-Tours | E3 Harelbeke |  | WK op de weg |  | Wereldranglijsten |
| ---- | --------------- | ------------- | -------------------- | -------------- | ---------------- | --------------- | --------------------- | ------------ | ------------ |  | ------------ |  | ----------------- |
| 1994 |                 |               |                      |                |                  |                 |                       |              |              |  |              |  |                   |
| 1995 |                 |               | 46e                  |                | 56e              |                 |                       |              |              |  |              |  |                   |
| 1996 | 81e             | 5e            | 79e                  | 33e            | 75e              |                 |                       |              | 18e          |  |              |  |                   |
| 1997 | 52e             |               | 14e                  | 29e            | 55e              |                 | 7e                    | 9e           | 4e           |  | ↑            |  |                   |
| 1998 | 21e             |               | 47e                  | 4e             | 14e              |                 | 5e                    | 17e          | 14e          |  | 62e          |  | (UWB)             |
| 1999 | 6e              | 10e           | 23e                  | 6e             | 6e               | opgave          |                       | 8e           |              |  | opgave       |  | 9e (UWB)          |
| 2000 | 147e            | 18e           | 7e                   | 23e            | 98e              |                 | 4e                    | 16e          |              |  | opgave       |  | 20e (UWB)         |
| 2001 | opgave          | Zilver        | 39e                  | 14e            | 37e              |                 | 7e                    |              |              |  |              |  | 36e (UWB)         |
| 2002 |                 |               |                      |                |                  |                 |                       | 136e         |              |  |              |  |                   |
| 2003 | 91e             | 22e           | opgave               | 58e            | opgave           |                 | 14e                   |              |              |  |              |  |                   |
| 2004 | 121e            |               | 4e                   | 7e             | 72e              |                 | 21e                   | 133e         | 9e           |  |              |  | 10e (UWB)         |
| 2005 | 16e             |               | 8e                   | 6e             | 65e              |                 |                       |              |              |  | 71e          |  | 75e (UPT)         |
| 2006 | 18e             | 119e          | opgave               | 14e            | opgave           |                 |                       |              |              |  |              |  |                   |
| 2007 |                 |               | 35e                  | opgave         |                  |                 |                       |              |              |  |              |  |                   |

Wielerploegen van Léon van Bon
Alcalá ·
Daelman ·
Dekker ·
Kokkelkoren (tot 31/08) ·
de Koning ·
Ledanois ·
Maassen ·
Moncassin ·
Moreels ·
Mulders ·
Nijdam ·
Runkel · 
Segers ·
Sherwin ·
Vanderaerden (tot 31/08) ·
Van Hooydonck ·
Zuijderwijk (tot 31/08) ·

van Bon (stagiair) ·
Boogerd (stagiair) 
van Bon ·
Boogerd ·
den Braber ·
Cordes ·
Daelman ·
Dekker ·
Jekimov ·
Jemison ·
de Koning ·
Kvålsvoll ·
Ledanois ·
Maassen ·
Moncassin ·
Moreels ·
Mulders ·
Namtvedt ·
Neljoebin ·
Nijdam ·
Runkel · 
Sherwin ·
Teutenberg ·

Van Hooydonck ·
Van Lancker ·
Wauters ·
Blaudzun (stagiair) ·
Vansevenant (stagiair)
Abdoezjaparov ·
Blaudzun ·
van Bon ·
Boogerd ·
Bouwmans ·
Dekker ·
Jekimov ·
Maassen (tot 15/10) ·
Moncassin ·
Mulders ·
Neljoebin ·
Ozols ·
Piziks · 
Teutenberg ·
Van Den Bossche ·
Van Hooydonck ·
Vogels ·
de Vries ·
Wauters
Blaudzun ·
van Bon ·
Boogerd ·
Boven ·
Breukink ·
Bruyneel ·
Dekker ·
Groenendaal ·
Jekimov ·
Luppes ·
McEwen ·
Moerenhout · 
Nelissen ·
Piziks ·
van der Poel ·
Sørensen ·
Van Hooydonck (tot 30/04) ·
Vierhouten ·
Vogels ·

Hiemstra (stagiair) ·
Reinerink (stagiair) 
Blaudzun ·
van Bon ·
Boogerd ·
Boven ·
Breukink ·
Bruyneel ·
Dekker ·
Groenendaal ·
van Heeswijk ·
Jonasson ·
Jonker ·
Koerts ·
Luppes ·
Luttenberger ·
McEwen ·
Moerenhout · 
Nelissen ·
Piziks ·
van der Poel ·
Sørensen ·
Vierhouten ·
Hiemstra (stagiair) ·
Lotz (stagiair) 
den Bakker ·
van Bon ·
Boogerd ·
Boven ·
Bruinsma ·
Dekker ·
Groenendaal ·
van Heeswijk ·
Hiemstra · 
Jonasson ·
Jonker ·
Koerts ·
Kroon ·
Lotz ·
Luttenberger ·
McEwen ·
Moerenhout · 
Nys ·
van der Poel ·
Sørensen ·
Vierhouten ·
Wauters ·
B. Zberg ·
M. Zberg ·
de Groot (stagiair) ·
Pronk (stagiair) ·
Vlijm (stagiair)
Aebersold ·
den Bakker ·
van Bon ·
Boogerd ·
Boven ·
Dekker ·
Groenendaal ·
de Groot ·
Hiemstra · 
Jonker ·
Kroon ·
Lotz ·
McEwen ·
Moerenhout · 
Nys ·
van der Poel ·
Pronk ·
Sørensen ·
Vierhouten ·
Wauters ·
B. Zberg ·
M. Zberg ·
Vlijm (stagiair) 
Aebersold ·
den Bakker ·
Boerman ·
van Bon ·
Boogerd ·
Boven ·
Dekker ·
Duijn · 
Engels ·
Groenendaal ·
de Groot ·
Hayman · 
de Jongh ·
de Knegt ·
Kroon ·
Lotz ·
Niermann ·
Nys ·
van der Poel (tot 28/02) ·
Pronk ·
Sørensen ·
Vierhouten ·
Wauters ·
B. Zberg ·
M. Zberg ·
Traksel (stagiair) 
Axelsson (tot 01/09) ·
van Bon ·
Bouchard-Hall ·
Chotard (tot 15/09) ·
Cooke ·
Drew ·
Fraser ·
Frischkorn ·
Guidi ·
Horner (tot 15/09) ·
Koerts ·
Landis ·
McRae (tot 31/08) ·
Moninger ·
Peters ·
Pic ·
Sayers ·
Scanlon ·
Stojanov ·
Teterioek ·
Tonkov ·
Van Bondt ·
Van Petegem (tot 12/09) ·
Vansevenant ·
Vogels ·
Wayne ·
Wherry ·
Zajicek ·
Lechuga (stagiair) ·
Tuft (stagiair) ·
Wilson (stagiair) 
Blijlevens · Bruylandts · Cassani · Cretskens · De Wolf · Hoste · Kasjetsjkin · Kleynen · Knaven · Koerts · Konečný · Merckx · Milesi · Moerenhout · Museeuw · Rodriguez · Tankink · Vainšteins · van Bon · Van Goolen · van Heeswijk · Vandenbroucke · Vanthourenhout · Virenque · Wadecki · Nuyens (stagiair) · Rosseler (stagiair) · Vansummeren (stagiair)
Baguet · Brandt · D'Hollander · De Clercq · Detilloux · Eeckhout · Gardeyn · Gates · Hoste · Marichal · McEwen · Merckx · Moerenhout · Steegmans · van Bon · Van Dijk · Van Impe · Van Petegem · Vansevenant · I. Verbrugghe · R. Verbrugghe · Vierhouten
Baguet · Brandt · D'Hollander · De Clercq · Detilloux · Eeckhout · Gardeyn · Gates · Hoste · Marichal · McEwen · Merckx · Moerenhout · Steegmans · van Bon · Van Dijk · Van Impe · Van Petegem · Vansevenant · I. Verbrugghe · R. Verbrugghe · Vierhouten · Wadecki
Aerts · Amorison · Ardila · Baguet · Brandt · De Vocht · Dockx · Evans · Gates · Kuyckx · Leukemans · Mattan · McEwen · Merckx · Moerenhout · Rodriguez · Roesems · Steegmans · Steels · van Bon · Van Hecke · Van Huffel · Van Petegem · Vansevenant · Vansummeren · Vierhouten · Vogels · Henrion (stagiair) · Meersman (stagiair)
Aerts · Brandt · De Vocht · Dockx · Evans · Gates · Horner · Ingels · Jufré · Kaisen · Kuyckx · Leukemans · Mattan · McEwen · Mertens · Rodriguez · Roesems · Sanderson · Steegmans · Steels · van Bon · Van Hecke · Van Huffel · Van Petegem · Vansevenant · Vansummeren · Vogels · Devenyns (stagiair) · Schets (stagiair) · Van Braeckel (stagiair)
Ardila ·
van Bon ·
Boogerd ·
Boven ·
Brown ·
Dekker ·
Eltink ·
Flecha ·
Flens ·
Freire · 
Gesink ·
de Groot ·
Hayman · 
van Heeswijk ·
Horrillo ·
Kozontsjoek ·
Langeveld ·
Löwik ·
de Maar ·
Mensjov ·
Moerenhout ·
Niermann ·
Posthuma ·
Rasmussen (tot 31/07) ·
Reus ·
Veneberg ·
Walker ·
Weening